# Rolf Steffenburg
Rolf Steffenburg (Gävle, 14 de marzo de 1886-Estocolmo, 18 de marzo de 1982) fue un deportista sueco que compitió en vela en la clase 30 m2. Participó en los Juegos Olímpicos de Amberes 1920, obteniendo una medalla de oro en la clase 30 m2.

## Palmarés internacional
| Juegos Olímpicos | Juegos Olímpicos  | Juegos Olímpicos | Juegos Olímpicos |
| Año              | Lugar             | Medalla          | Clase            |
| ---------------- | ----------------- | ---------------- | ---------------- |
| 1920             | Amberes (Bélgica) | Medalla de oro   | 30 m2            |